# Marina Prochelle
Marina Victoria Prochelle Aguilar (Valdivia, 9 de diciembre de 1941-Viña del Mar, 7 de febrero de 2022) fue una profesora y política chilena. Se desempeñó durante tres periodos consecutivos, entre 1990 y 2002, como diputada de la República por varias comunas de la Región de Los Lagos.

## Biografía
Nació en la ciudad de Valdivia, el 9 de diciembre de 1941; hija de Luis Eduardo Prochelle y Filomena Aguilar. Falleció el 7 de febrero de 2022 en la ciudad de Viña del Mar.
Estuvo casada y es madre de tres hijos.
Realizó los estudios primarios y secundarios en el Colegio de las Monjas en Valdivia; después se cambió al liceo de la misma ciudad. Se tituló de Profesora de Estado en Biología y Química en la Universidad Austral de Chile, Valdivia. Cursó un postgrado en Planificación y Administración de la Educación.

## Trayectoria política
Durante el gobierno del presidente Salvador Allende, dirigió una organización gremial de profesores, que estaba afiliada a otros gremios, que en esa época manifestaban su descontento con el gobierno de la Unidad Popular (UP). Fue elegida presidenta de la Confederación Democrática de Osorno (CODEMA), organización asociada a la Confederación de la Democracia (CODE). Asimismo, ejerció la presidencia provincial del Movimiento Mujeres por Chile.
Entre 1973 y hasta 1975, fue coordinadora Provincial de Educación de la Décima Región; luego, de ese año, hasta 1977 se desempeñó como Secretaria Regional Ministerial de Educación de esta misma Región. 
En 1988 se incorporó al partido Renovación Nacional (RN), donde ocupó el puesto de presidenta regional hasta 1990.
En las elecciones parlamentarias de 1989 fue elegida diputada por el distrito N.° 55, comunas de "Osorno, San Juan de la Costa y San Pablo", Décima Región, por el período 1990-1994.
El 20 de marzo de 1990, pasa a integrar las Comisiones Permanentes de Educación, Cultura, Ciencias y Tecnología, Deportes y Recreación; y de Derechos Humanos, Nacionalidad y Ciudadanía.
Con fecha 3 de abril de 1991, forma parte de la Comisión Especial Investigadora de los problemas carcelarios. Además, el 15 de abril de 1993, integra la Comisión Especial Investigadora de la DIGEDER, fiscalización y probidad Administrativa.
Por su parte, pasó a integrar la Comisión de la Mujer del Parlamento Latinoamericano (PARLATINO).
En diciembre de 1993 fue reelegida diputada, por el mismo distrito N.º 55, por el período 1994-1998.
El 16 de marzo de 1994, pasa a integrar las Comisiones Permanentes de Trabajo y de Seguridad Social; y de Recursos Naturales, Bienes Nacionales y Medio Ambiente. Por su parte, con fecha 17 de mayo de 1994, integra la Comisión Especial para el Desarrollo del Turismo.
Desde el 14 de junio de 1994, forma parte de la Comisión Permanente de la Familia. Asimismo, el 14 de julio del mismo año, pasa a integrar la Comisión Permanente de Régimen Interno, Administración y Reglamento.
El 7 de mayo de 1997, integra la Comisión sobre Colonia Dignidad. Además, con fecha 15 de julio del referido año, forma parte de la Comisión encargada de informar procedencia de Acusación Constitucional contra los ministros de la Excma. Corte Suprema, señores Servando Jordán López, Marcos Aburto Ochoa, Enrique Zurita Campos y Osvaldo Faúndez Vallejo.
Con fecha 22 de julio de 1997, pasa a integrar la Comisión Especial Investigadora de la situación que afecta a la Corporación Nacional de Desarrollo Indígena (CONADI).
Fue 2ª vicepresidenta de la Cámara de Diputados del 7 de octubre de 1997 al 11 de marzo de 1998.
En 1997 fue reelegida diputada por segunda vez, por el mismo distrito Nº55, por el período 1998-2002.
El 17 de marzo de 1998, pasa a integrar las Comisiones Permanentes de Régimen Interno, Administración y Reglamento; de Trabajo y Seguridad Social; y de Familia. Por su parte, con fecha 15 de abril del mismo año, forma parte Integra Comisión Investigadora encargada de analizar las presuntas irregularidades detectadas en la Coordinadora Provincial de deportes y recreación de Santiago.
Con fecha 9 de junio de 1998, pasa a formar parte de la Comisión Especial para el Desarrollo del Turismo. Además, a partir del 20 de abril de 1999, integra la Comisión Permanente de Hacienda.
El 9 de mayo de 2001, integra Comisión Investigadora encargada de analizar los incumplimientos empresariales de la normativa laboral vigente.
Luego de su renuncia al partido Renovación Nacional, el 16 de enero de 2002 pasa a formar parte de la bancada del Partido Demócrata Cristiano.
En 2001 buscó la reelección como candidata independiente fuera de pacto, sin resultar electa.

## Historial electoral

### Elecciones Parlamentarias 1989
- Elecciones parlamentarias de 1989 a Diputado por el distrito 55 (Osorno, San Juan de la Costa y San Pablo)[4]

### Elecciones Parlamentarias 1993
- Elecciones parlamentarias de 1993 a Diputado por el distrito 55 (Osorno, San Juan de la Costa y San Pablo) [5]

### Elecciones Parlamentarias 1997
- Elecciones parlamentarias de 1997 a Diputado por el distrito 55 (Osorno, San Juan de la Costa y San Pablo) [6]

### Elecciones Parlamentarias 2001
- Elecciones parlamentarias de 2001 a Diputado por el distrito 55 (Osorno, San Juan de la Costa y San Pablo) [7]